# Maria Kolesnikova
Maria Alexandrovna Kolesnikova ou Marya Aliaksandrauna Kalesnikava (em russo:  Мари́я Александровна Коле́сникова, em bielorrusso:  Мары́я Аляксандраўна Кале́снікава; Minsk, 24 de abril de 1982) é uma música e política bielorrussa, membro do presidium do Conselho de Coordenação de Transferência de Poder formado durante os protestos bielorrussos de 2020 em oposição ao governo de Alexander Lukashenko.  

## Início de vida e educação
Kolesnikova nasceu em 24 de abril de 1982 em Minsk. Seus pais eram engenheiros por formação. Ela tem uma irmã chamada Tatiana. 
Aos 17 anos, Kolesnikova começou a ensinar flauta em um ginásio (escola particular) de Minsk, e tocou na orquestra nacional da Bielorrússia. Ela se formou na Academia de Música do Estado Bielorrusso como flautista e regente. Aos 25 anos, ela começou a estudar instrumentos musicais antigos na Universidade Estadual de Música e Artes Cênicas em Stuttgart, Alemanha. Ela completou dois mestrados em Música Antiga e neue musik em 2012.
Kolesnikova também organizou projetos culturais entre a Alemanha e a Bielorrússia. Ela foi cofundadora da Artemp, um coletivo de arte. A partir de 2019, ela passou a atuar como diretora de arte do clube cultural OK16 em Minsk.

## Carreira política

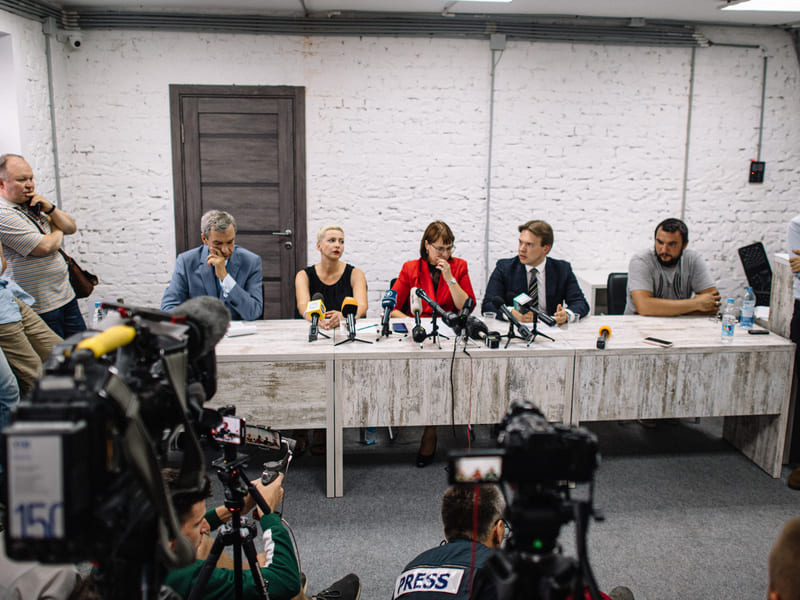
Primeira conferência de imprensa do Conselho de Coordenação da Bielorrússia.

Em maio de 2020, Kolesnikova juntou-se à campanha presidencial de Viktar Babaryka na corrida para as eleições presidenciais de 2020 na Bielorrússia e trabalhou como gerente de campanha. Babaryka foi preso em junho e banido das eleições. Em meados de julho, Kolesnikova e Veronika Tsepkalo apoiaram a campanha de Sviatlana Tsikhanouskaya.
No início de setembro de 2020 ela anunciou a formação de um novo partido político, Razam ("Juntos", em bielorrusso), que funcionaria independentemente do Conselho de Coordenação.
Em 7 de setembro de 2020, Kolesnikova foi detida pela OMON em Minsk.  A família dela entrou com um relatório de pessoas desaparecidas.

## Prisão
Em 8 de setembro de 2020, Kolesnikova foi detida na passagem de fronteira de Alexandrovka com a Ucrânia. Há conflito sobre o que aconteceu na fronteira. Um porta-voz do Comitê Estadual de Fronteiras afirmou que Kolesnikova estava tentando cruzar para a Ucrânia às 4 da manhã com a ajuda de dois de seus associados, Anton Rodnenkov e Ivan Kravtsov. Outros relatos afirmam que ela foi detida depois de rasgar seu passaporte enquanto as autoridades tentavam forçá-la a cruzar a fronteira.